# Castianeira truncata
Castianeira truncata là một loài nhện trong họ Corinnidae.
Loài này thuộc chi Castianeira. Castianeira truncata được Otto Kraus miêu tả năm 1955.